# 國民政府國史館舊址
國民政府國史館舊址是位於中國江蘇省南京市秦淮區體育里7號的建築，被列入秦淮區第一批不可移動文物名錄。這棟建築又稱鼎園，由三棟兩層樓建築構成。